# Lanjan
Lanjan is een bestuurslaag in het regentschap Indramayu van de provincie West-Java, Indonesië. Lanjan telt 1520 inwoners (volkstelling 2010).